# 東亜和裁
東亜和裁（とうあわさい）は、特撰呉服 ほていやの運営する和裁士を育成する認定職業訓練施設。
4年制の和裁技能士育成コース、2年制の和裁基礎コース、1年単位の和裁研究コースをもうけている。
名古屋校、四日市校、静岡校、金沢校、新潟校、仙台校、盛岡校などを持つ。主に着物など和装を修復、修繕の技能、裁断から仕上げまでの技能を身につけるためのカリキュラムをもうけている。
全国和裁技能コンクールで2012年から2014年まで東亜和裁の生徒が3年連続優勝し、金賞・内閣総理大臣賞を受賞している。
平成27年4月、東亜和裁士育成学院から東亜和裁に名称変更。